# Achláda (Flórina)
Achláda, en grec moderne : Αχλάδα, est un village du dème de Flórina, district régional de Flórina, en Macédoine-Occidentale, Grèce. 
Selon le recensement de 2011, la population du village compte 271 habitants.